# Будинок, де жив Олександр Богомолець (Ніжин)
Будинок, де жив Олександр Богомолець — пам'ятка історії місцевого значення у Ніжині.

## Історія
Рішенням виконкому Чернігівської обласної ради народних депутатів трудящих від 31.05.1971 № 286 надано статус «пам'ятник історії місцевого значення» з охоронним № 121 під назвою «Будинок, де жив відомий радянський патофізіолог О. О. Богомолець». Встановлено інформаційну дошку.

## Опис
Будинок збудований наприкінці ХІХ століття. Одноповерховий, дерев'яний, оштукатурений, прямокутний у плані будинок.
У цьому будинку провів дитячі роки (з перервами) Олександр Богомолець — український радянський патофізіолог та громадський діяч. З 1886 троку разом із батьками жив у Ніжині, у 1893—1894 роках навчався у гімназії при Ніжинському історико-філологічному інституті.
У 1956 році на фасаді будинку було встановлено меморіальну табличку О. Богомольця, у 1981 році — замінено на нову.